# Anywhen
 (mai 2009).
 (novembre 2012).
Si vous disposez d'ouvrages ou d'articles de référence ou si vous connaissez des sites web de qualité traitant du thème abordé ici, merci de compléter l'article en donnant les références utiles à sa vérifiabilité et en les liant à la section « Notes et références ».
Anywhen est un groupe de musique alternative originaire de Suède. Fondé au début des années 1990 par le trio Mikael Andersson Tigerstrom (basse), Kalle Thorslund (batterie) et Jan Sandahl (guitare), le groupe sera rejoint peu de temps après par Thomas Feiner (chant). Le groupe s'est séparé en 2001.

## Membres
- Thomas Feiner (Chant)
- Mikael Andersson Tigerstrom (Basse)
- Kalle Thorslund (Batterie)
- Jan Sandahl (Guitare)

## Historique
En 1993 paraît leur premier album (As we know it). À cette époque Anywhen fait une musique Pop comme nombres de groupes.
En 1996 sort leur second opus, (Anywhen). Cette fois-ci le son se durcit légèrement avec la production de Michael Blair qui a collaboré entre autres avec Tom Waits et Elvis Costello.
L'année suivante sortent deux EP, (Blank) et (Movie).
C'est en 2001 que le groupe sortira son dernier album, (The Opiates). Pour ce dernier, changement radical de style puisque le groupe se sépare en plein enregistrement de l'album. Seul Thomas Feiner désire continuer l'enregistrement de l'œuvre, ce qui explique le nom du groupe pour celle-ci "Thomas Feiner & Anywhen ". Au total, ce dernier opus aura nécessité deux années de travail. Thomas Feiner étant graphiste de métier, il ne pouvait se pencher sur ce projet seulement la nuit. Le principal intéressé dira même avoir eu du mal à boucler cet album à cause d'un épuisement extrême. 
En 2008 David Sylvian donne un second souffle à "The Opiates" en signant Anywhen (composé seulement de Thomas Feiner depuis) sur son label Samadhisound. Cette version revisitée comprend deux nouveaux titres, "Yonderhead" et For now" faisant tous deux une apparition pour le film Allemand "Love in thoughts"
David Sylvian à propos de Thomas Feiner et The Opiates : "La noirceur, le romantisme et en particulier l'aspect émotionnel de la voix de Thomas aura été en quelque sorte une surprise pour moi car c'était tout à fait hors contexte de mes orientations musicales de l'époque, mais je ne pouvais pas m'empêcher d'être attiré par les ambiances sonores de cet album.
Après cela, Thomas Feiner décide de mettre définitivement fin au projet Anywhen. D'après son site officiel, un projet solo devrait voir le jour dans le futur.

## Discographie
- As we know it 1993
- Anywhen 1996
- Blank (EP) 1997
- Movie (EP) 1997
- The Opiates 2001
- The Opiates (revised) 2008